# Џереми Парго
Џереми Парго (енгл. Jeremy Pargo; Чикаго, Илиноис, 17. март 1986) је амерички кошаркаш. Игра на позицији плејмејкера.

## Каријера
Парго је студирао на универзитету Гонзага од 2005. до 2009. године. Пошто није био изабран на НБА драфту 2009. године покушао је преко летње лиге да обезбеди уговор али није успео. Његов први професионални клуб био је израелски Хапоел Гилбоа Галил, у којем је бележио просечно 14,1 поен, 2,9 скока, 4.5 асистенције и 2,7 изгубљених лопти по мечу. Са Хапоелом је освојио првенство Израела прекинувши тако доминацију Макабија из Тел Авива.
Управо Макаби му је био следећа станица у каријери. Потписао је једногодишњи уговор и са њима стигао до финала Евролиге у сезони 2010/11. где су поражени од Панатинаикоса. Дана 24. маја 2011. потписао је нови двогодишњи уговор са Макабијем али га је касније раскинуо да би 10. децембра 2011. потписао двогодишњи уговор са НБА лигашем Мемфис гризлисима. У јуну 2012. Гризлиси су га заједно са будућим пиком драфта 2014. заменили у Кливленд кавалирсе за Ди Џеј Кенедија. У јануару 2013. Кавалирси су га отпустили. У фебруару је успео да се избори за уговор са Филаделфија севентисиксерсима али је и одатле отпуштен 1. априла 2013.
У јуну 2013. потписао је двогодишњи уговор са московским ЦСКА. Након једне сезоне напушта ЦСКА и враћа се у свој бивши тим Макаби из Тел Авива.

## Успеси

### Клупски
- Хапоел Гилбоа Галил:
  - Првенство Израела (1): 2009/10.
- Макаби Тел Авив:
  - Првенство Израела (3): 2010/11, 2017/18, 2018/19.
  - Куп Израела (2): 2011, 2015.
  - Лига куп Израела (2): 2010, 2011.
- ЦСКА Москва:
  - ВТБ јунајтед лига (1): 2013/14.

### Појединачни
- Идеални тим Евролиге - друга постава (1): 2010/11.
- Најкориснији играч финала Купа Израела (1): 2011.
- Најкориснији играч Лига купа Израела (1): 2010.